# ژرمی
ژرمی (به لاتین: Jérémie) یک شهر در هائیتی است که در شهرستان گرندآنسه واقع شده‌است.

## خصوصیات
ژرمی ۳۱٬۰۰۰ نفر جمعیت دارد.

## نگارخانه

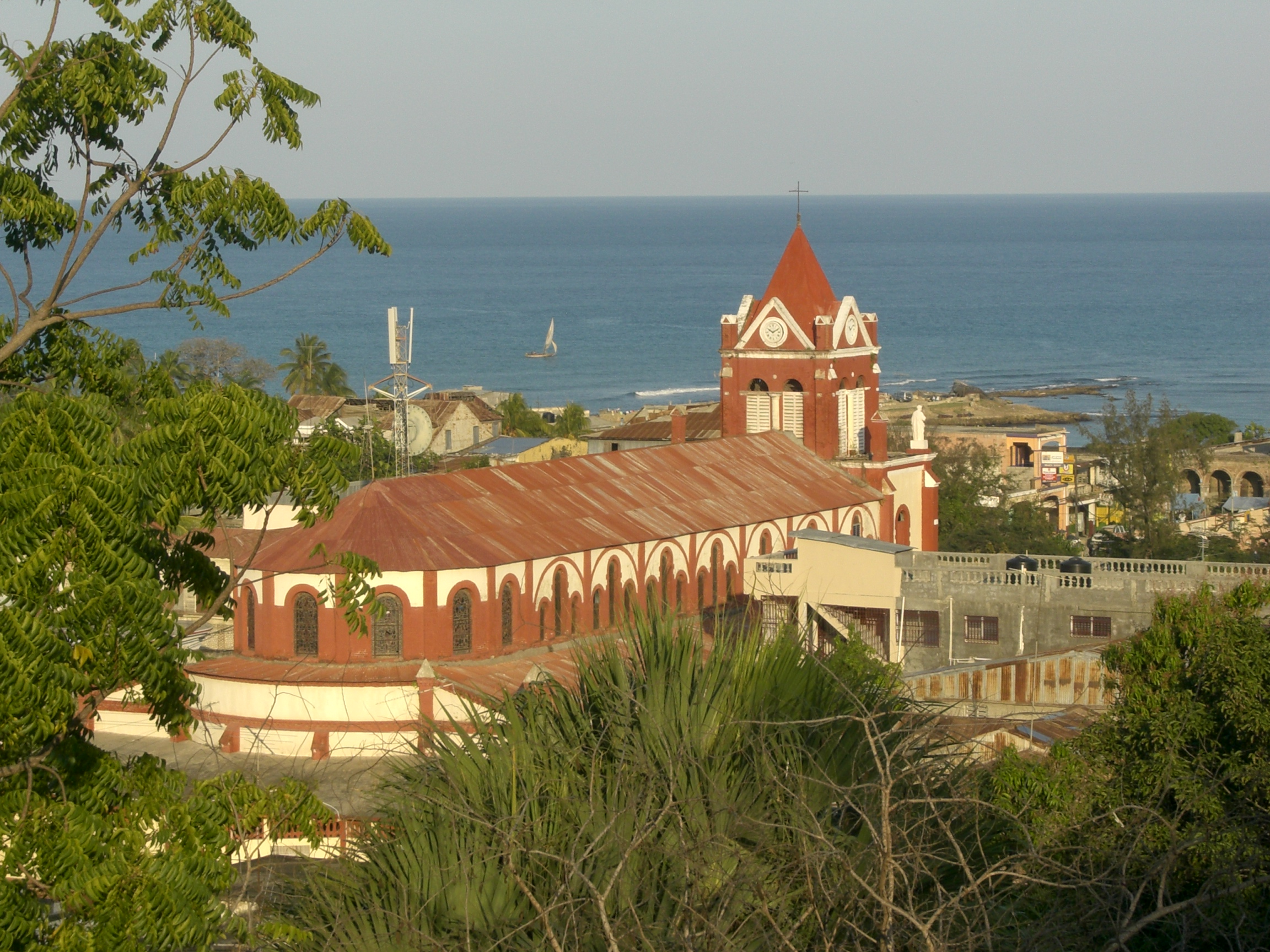
کلیسای ژرمی
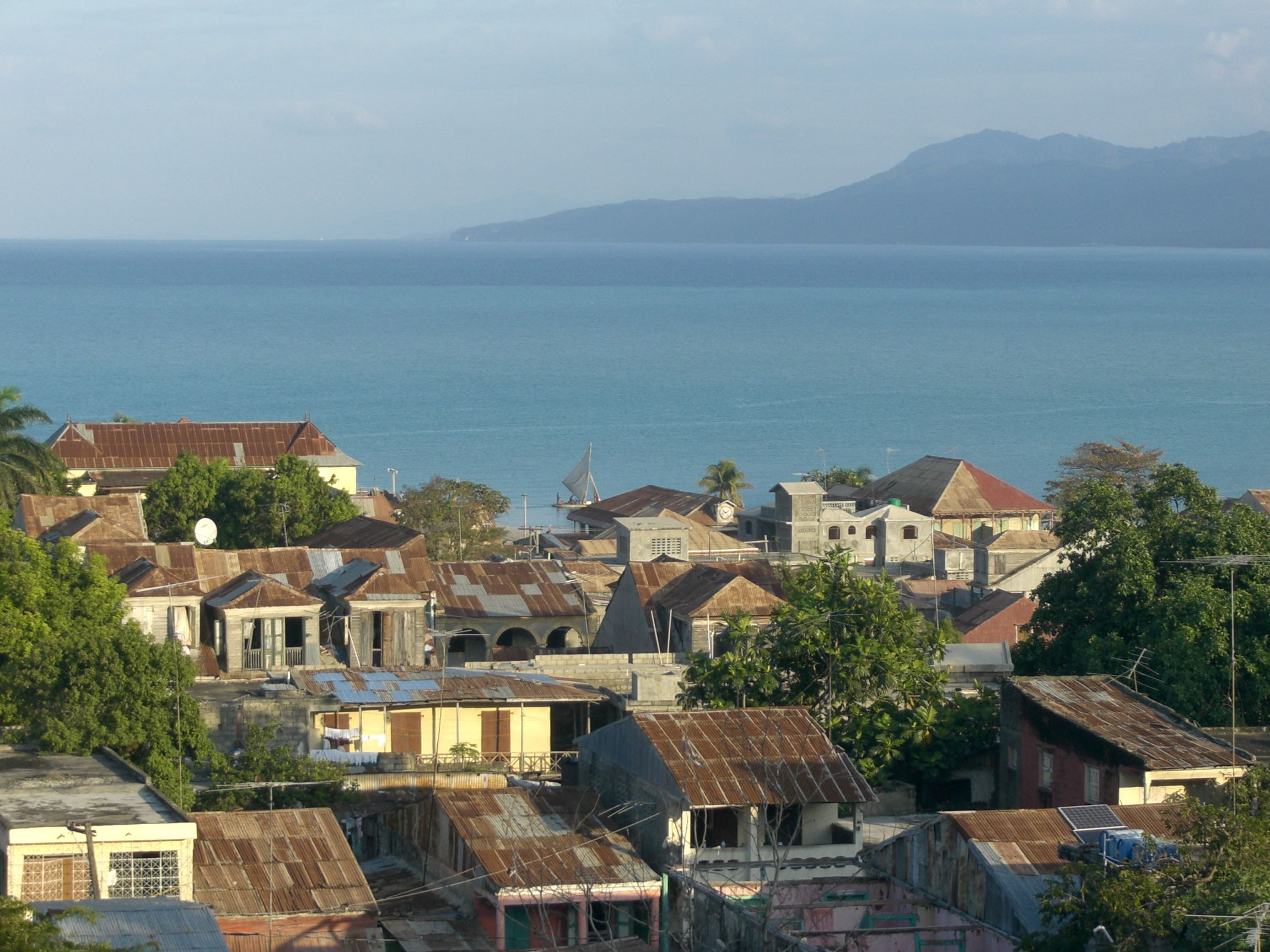
مرکز ژرمی
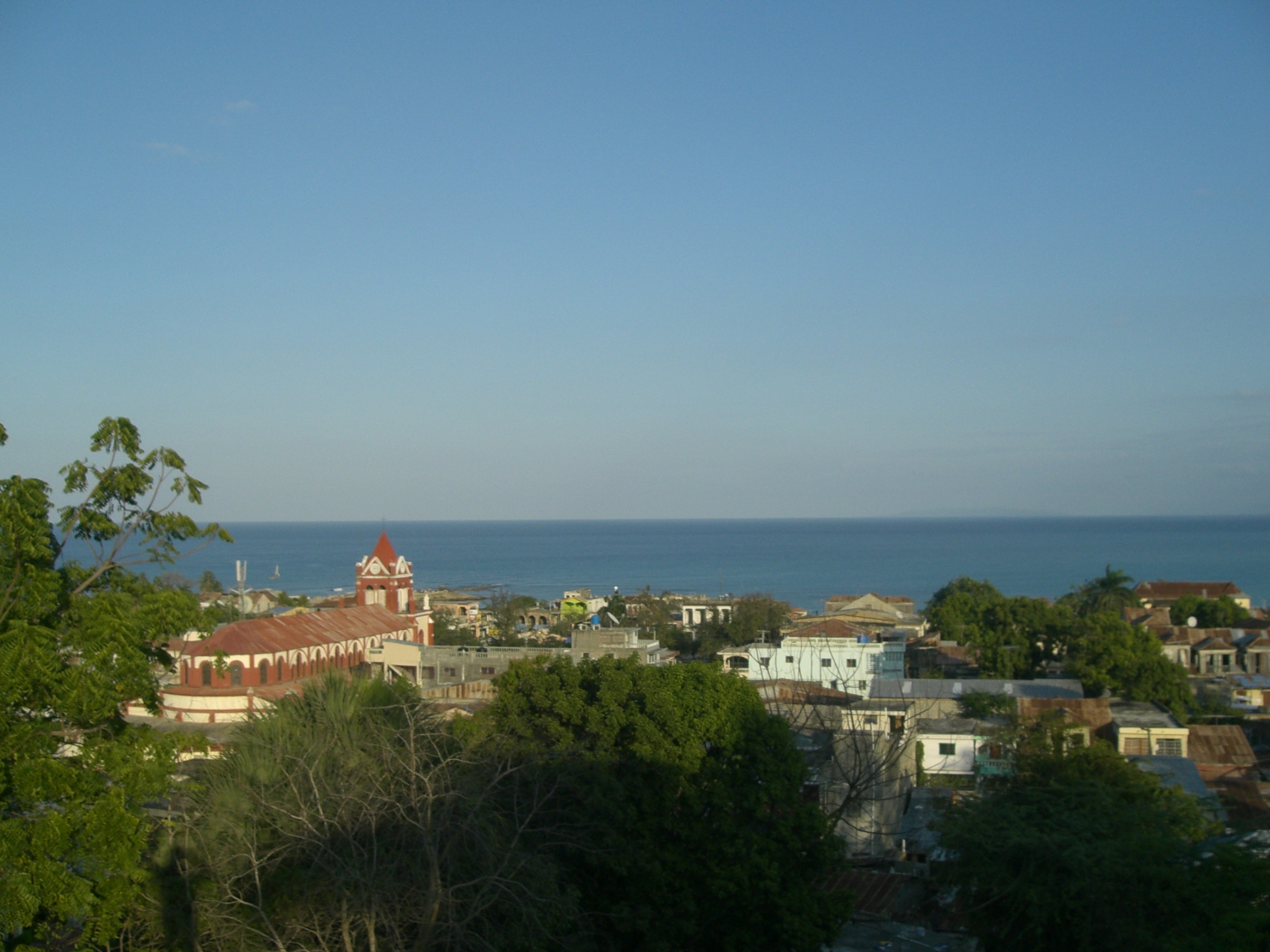
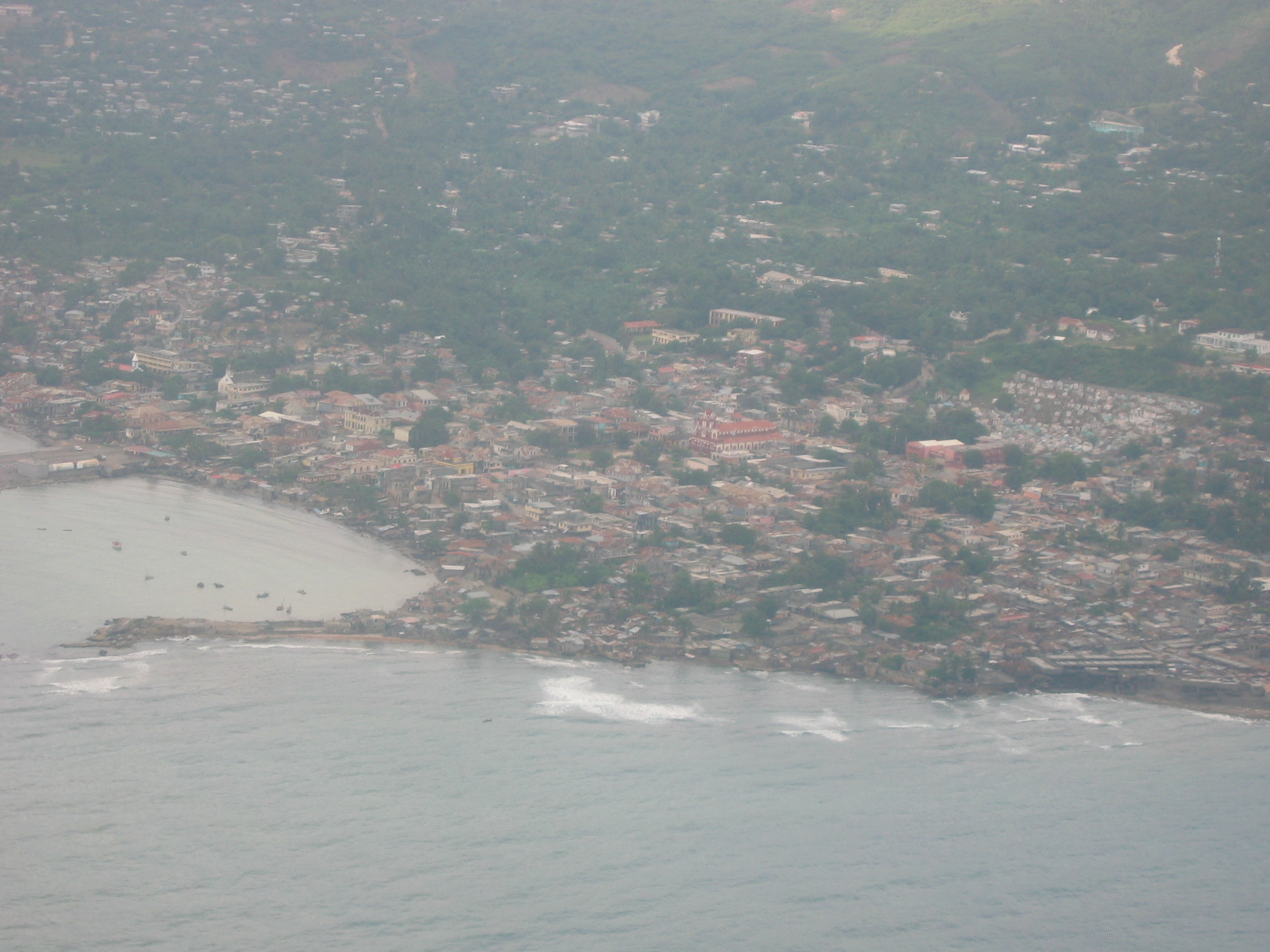
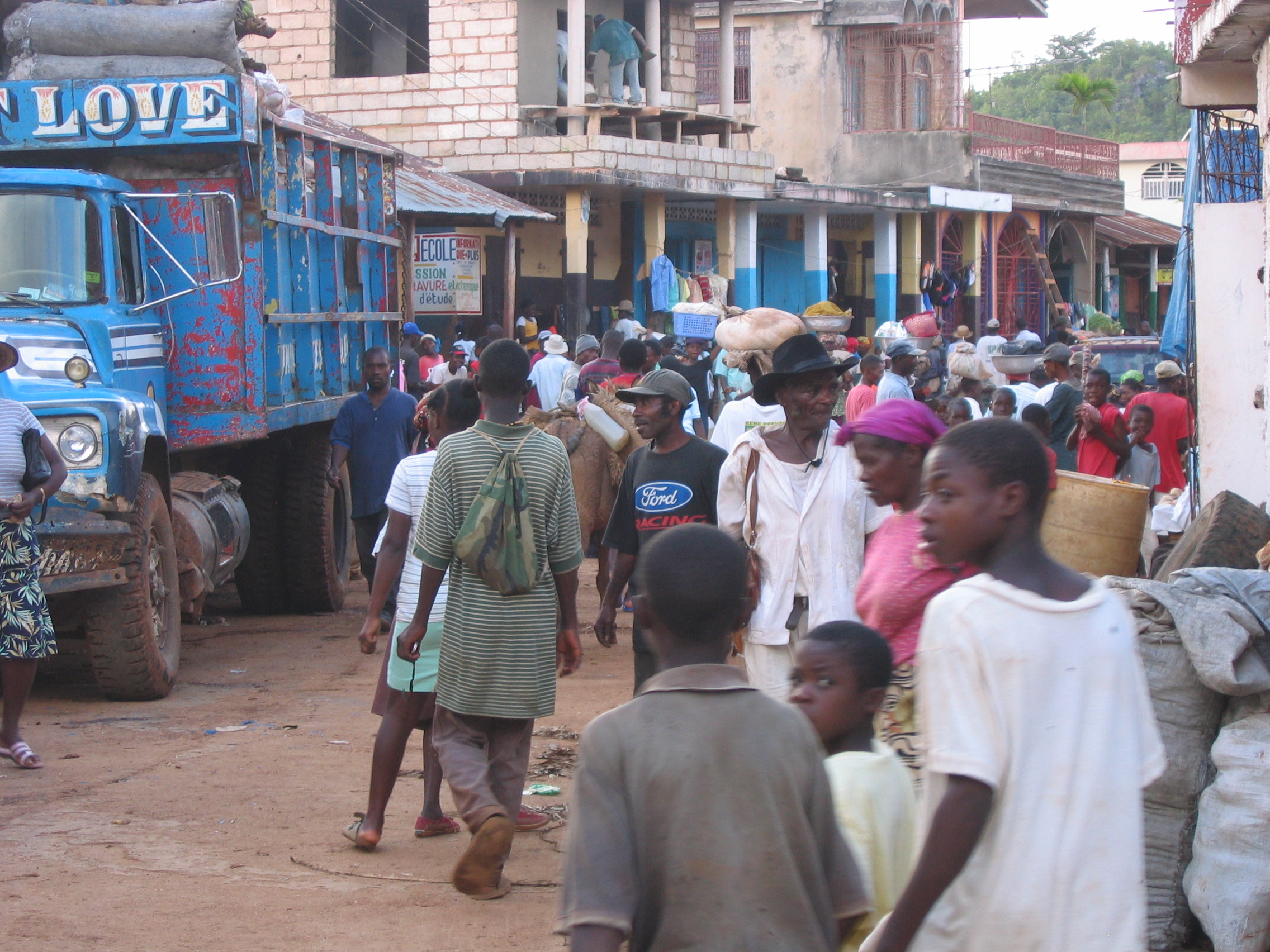